# Periaeschna gerrhon
Periaeschna gerrhon – gatunek ważki z rodziny żagnicowatych (Aeshnidae). Występuje w regionie autonomicznym Kuangsi w południowych Chinach. Opisał go (pod nazwą Petaliaeschna gerrhon) w 2005 roku Keith D.P. Wilson w oparciu o pojedynczy okaz samca odłowionego w sierpniu 1998 roku w Maoershan w północno-wschodniej części Kuangsi.